# Sandhi
Sandhi (Sanskrit संधि, saṃdhi, سَندھی [sɐndʱi] m. – „Zusammensetzung“) ist ein Begriff aus der Sanskrit-Grammatik von Panini, der auch heute noch in der Linguistik verwendet wird, um systematische phonologische Änderungen beim Zusammentreffen von zwei Morphemen oder Wörtern zu beschreiben. Sandhi dient der Vereinfachung der Aussprache, indem aufeinanderfolgende Elemente einander angeglichen werden. Dies kann durch Weglassen oder Hinzufügen von Phonemen ebenso erfolgen wie durch die Veränderung des Artikulationsorts oder der Phonation.

## Typen

### Interner Sandhi
Ein interner Sandhi tritt auf, wenn zwei Morpheme innerhalb eines Wortes betroffen sind. So zum Beispiel im Türkischen, wo ein finales -k  zu -ğ wird, wenn das folgende Morphem mit einem Vokal beginnt. So wird köpek „der Hund“ (Nominativ) durch das Akkusativ-Suffix -i zu köpeğ-i „den Hund“ (Akkusativ).
Ein anderes Beispiel ist im Griechischen (und daraus resultierend beispielsweise auch im Englischen und Deutschen) die systematische Veränderung des Präfixes syn- zu sym-. Wenn das folgende Morphem mit einem Labial beginnt, so wird der ursprünglich alveolare Nasal n zum labialen Nasal m. Vergleich: Syn-opsis, Syn-these versus Sym-pathie, sym-metrisch. Das Wort „Sandhi“ ist selbst ein Beispiel für den umgekehrten Fall – es ist eine Zusammensetzung aus „sam“ und „dhi“.

### Externer Sandhi
Externen Sandhi nennt man vergleichbare phonologische Änderungen beim Aufeinandertreffen zweier Wörter, so zum Beispiel regelmäßig bei der Liaison im Französischen zu beobachten. Ein Fall im Englischen ist der Wandel des unbestimmten Artikels a zu an, wenn das folgende Wort mit einem Vokal beginnt.
Alle Sprachen des Rheinlands und seiner Umgebung (Rheinhessisch, Pfälzisch, Luxemburgisch, Ripuarisch, Limburgisch) kennen ihn in unterschiedlicher, häufig optionaler Form.
Im Kölschen sind Betonung und Satzmelodie vielfach bedeutungstragend, bis hin zur Verneinung, was vom Sandhi unterstützt wird. Auch in den alemannischen Dialekten spielt Sandhi eine wichtige Rolle; auffällig sind besonders die Auswirkungen auf die Morphologie.

## Beispiele
Ein Beispiel aus dem Rheinländischen, das Wort „ich“: Isch hann… „Ich habe…“, eine mögliche Antwort: Ijj_ävver nit. „Ich aber nicht.“ (jj kann wie j und wie ein stimmhaftes sch gesprochen werden); wer es sehr eilig hat oder nicht stören will, kann dieses dadurch klarmachen, dass er im Ton einer Feststellung schnell/hoch spricht: Ka j schö_sare? statt zu fragen: Kann Isch Tschööh saagen?, beides: „Darf ich mich verabschieden?“.
Beispiele aus dem Alemannischen sind d’ Frau > [pfræʊ] ‚die Frau‘; d’ Mueter > [ʔmuətːər] ‚die Mutter‘, g’bote > [potːə] ‚geboten‘.
Ein Beispiel aus dem Norwegischen: Jeg har sagt → Jeg ha schagt (rs → sch) („Ich habe gesagt“)
Im Ostlimburgischen nahe der deutsch-niederländischen Grenze findet man sogenannte Wohlklangslaute. Im Krieewelsch beispielsweise unterscheiden sich dän Dotz (der kleine Knabe), dä Mann (der Mann) und däm Buom (der Baum) grammatikalisch nicht, alle sind Nominativ Singular Maskulinum, die ersetzenden „m“ und „n“ oder das weggefallene „r“ beim Artikel sind reiner Sandhi.
Im Luxemburgischen entfällt beispielsweise bei der Wortzusammensetzung Dammen + Schong → Dammeschong (Damenschuhe) ein „n“, was deutlich leichter sprechbar erscheint. Dieser und einige ähnliche „n“- oder „nn“-Ausfälle werden beschrieben durch die sogenannte Eifeler Regel, die dieses Sandhi-Phänomen für eine größere Zahl westmitteldeutscher Dialekte dokumentiert. Sie ist zugleich ein Beispiel für eine Regel, die sowohl internes wie externes Sandhi beschreibt.
In einigen mitteldeutschen und den meisten oberdeutschen Dialekten wird mir anstelle von wir gebraucht: Mir ham des net gewusst. Dies ist auf Sandhi zurückzuführen: In Sätzen wie Gestern haben wir im Restaurant gegessen sorgt das vorangehende n für einen Wandel von labiodentalem w zu bilabialem m.